# آدام فرگوسن
آدام فرگوسن (به انگلیسی: Adam Ferguson) (زاده ۲۰ ژانویه ۱۷۲۳ و متوفی ۲۲ فوریه ۱۸۱۶) مورخ و فیلسوف اخلاق مدار اسکاتلندی در عصر روشنگری اسکاتلند و یکی از بنیادگذاران جامعه‌شناسی بود.